# Txontà
Txontà (en rus: Чонта) és un poble (un possiólok) de Calmúquia, a Rússia, segons el cens del 2012 tenia 79 habitants. Pertany al districte municipal de Tróitskoie.